# Regionales Schutzgebiet Vilacota Maure
Das Regionale Schutzgebiet Vilacota Maure, span. Área de Conservación Regional Vilacota Maure, befindet sich in der Region Tacna im äußersten Süden von Peru. Das Schutzgebiet wurde am 27. August 2009 eingerichtet. Die Regionalregierung von Tacna ist die für das Schutzgebiet zuständige Behörde. Das Schutzgebiet besitzt eine Größe von 1243,13 km². Es dient der Erhaltung einer ariden Vulkanlandschaft. Es wird in der IUCN-Kategorie VI als ein Schutzgebiet geführt, dessen Management der nachhaltigen Nutzung natürlicher Ökosysteme und Lebensräume dient. Namengebend für das Schutzgebiet ist der See Laguna Vilacota sowie dessen Abfluss, der Río Maure.

## Lage
Das Schutzgebiet befindet sich im Distrikt Palca der Provinz Tacna, in den Distrikten Susapaya, Ticaco und Tarata der Provinz Tarata sowie im Distrikt Candarave der Provinz Candarave. Es erstreckt sich über die so genannte Cordillera Volcánica. Im äußersten Nordwesten befindet sich der Vulkan Yucamane. Im Nordwesten des Schutzgebietes befindet sich auch der See Laguna Vilacota. Zentral im Schutzgebiet erhebt sich der Vulkan Pisacani, im Süden der Vulkan Casiri sowie im äußersten Südosten der Vulkan Achacollo.
Das Areal lässt sich durch folgende Koordinaten grob beschreiben:
(, 
,
,
,
,
,
,
,
,
).

## Bedeutung
Das Schutzgebiet dient der Erhaltung einer wüstenhaften, ariden Vulkanlandschaft.